# Chiesa di San Brizio (Monteforte d'Alpone)
La chiesa di San Brizio è la parrocchiale di Costalunga, frazione del Comune di Monteforte d’Alpone in provincia di Verona e diocesi di Vicenza; fa parte del vicariato di San Bonifacio-Montecchia di Crosara, più precisamente dell'Unità Pastorale Alpone.

## Storia
La prima traccia di un edificio sacro in Costalunga risale alla donazione compiuta nel 983 dal Vescovo di Vicenza Rodolfo al monastero vicentino dei Santi Vito e Modesto. Si parla di una cappella dedicata a San Vito presente nella “corte” di Costalunga, che risulta citata anche in documenti successivi (1013, 1033 e 1168), ma di cui non è rimasto nulla.
In origine sottoposta alla pieve di Montecchia di Crosara, nel XIV secolo Costalunga divenne autonoma dal punto di vista religioso, staccandosi dalla parrocchia di Brognoligo alla quale era soggetta. Nel tempo la parrocchia di Costalunga dovette osservare certe tradizioni verso quella di Brognoligo per ricordare l'essere matrice di quest'ultima. Non mancarono controversie tra le due realtà ecclesiali, sia per i confini sia per la chiesa ospedaliera di San Brizio, poi dedicata allo Spirito Santo, in seguito alla costruzione della nuova parrocchiale.
La relazione della visita pastoraledel 1530 avvenuta nell’antica chiesa, che sorgeva nello stesso luogo dell’attuale e avente accanto il cimitero, ricorda che un altare era di patronato della famiglia Brognoligo (in realtà il loro cognome era Marassini), un altro della famiglia Corradini e il terzo della Confraternita di Santa Maria.
Nel Seicento vengono citati gli altari minori dedicati al Santo Rosario e a Santa Elisabetta. Il primo è attestato nel testamento del 19 agosto 1645 di Danese Buri, mentre il secondo è documentato dalla visita pastorale compiuta il 24 settembre 1708 dal Vescovo Sebastiano Venier. Nel primo Settecento furono ricostruiti in marmo da scultori rimasti anonimi.
La vecchia chiesa, come da planimetria del 1813, aveva l’abside ad oriente e un campanile a nord, mentre il cimitero recintato, a sud, in funzione fino al 1820, era separato dalla strada. A ovest, al di là del muro del sagrato vi era la piazza.

Un disegno assonometrico del XVII secolo mostra, inoltre, un tetto a due falde, una facciata a capanna con un piccolo oculo e su ogni fianco si aprivano quattro finestre.
Demolito l’edificio precedente nel 1826, la nuova chiesa, dedicata al discepolo di San Martino di Tours, San Brizio, fu edificata per iniziativa del parroco don Bartolomeo Corà dal 1826, anno di demolizione dell’edificio antecedente, al 1830. Il Vescovo Giovanni Giuseppe Cappellari, in visita alla parrocchia, consacrò la chiesa il 22 ottobre 1835. 
Nel XIX secolo non mancarono tumulti e aggressioni tra le comunità di Costalunga e di Brognoligo, tanto che il 25 aprile 1857 si chiese l'intervento della gendarmeria austriaca per sorvegliare una processione. Solo nel 1860 si raggiunse un compromesso, con la chiesa dello Spirito Santo che in seguitò ospitò le scuole elementari delle due parrocchie. 
Nel 1934 l’edificio venne ampliato, mentre tra il 2017 e il 2018 vi fu un restauro di varie parti dell’edificio.

## Descrizione

### Esterno
La chiesa presenta una facciata rivolta verso sud-est. Essa è divisa da quattro lesene che sorreggono il timpano triangolare, nel mezzo del quale si apre un oculo rotondo e al cui vertice si eleva la croce. Fu rifatta tra il 1913 e il 1914 dal capomastro montefortiano Domenico Patuzzi.
Al centro è collocato il portale ligneo rettangolare, sovrastato da un timpano triangolare, a cui, nel 1980, furono aggiunti pannelli di bronzo con scene sacre ed avvenimenti recenti dell’Azione Cattolica.
Sovrasta il portale un’epigrafe ricordante la costruzione dell’edificio, costruito con le elemosine dei fedeli e la dedica dello stesso, mentre nelle due nicchie troviamo le statue di Santa Maria Bertilla Boscardin e San Brizio.
La scalinata che precede la facciata fu rifatta all'inizio del XX secolo su disegno dell'ingegnere Teofilo Carbognin con cemento marmorizzato e ghiaia dell'Alpone, ma in tempi più recenti è stata sistemata in marmo rosso di Verona. Quella originale era stata realizzata nel 1846 con pietra di Castelcerino.

### Interno
La pianta della chiesa è a croce latina, ad aula unica e quattro cappelle laterali con base rettangolare. Le pareti interne presentano lesene corinzie e archi ciechi a tutto sesto.
A introdurre luce naturale nella chiesa vi sono tre finestre rettangolari per lato nella navata e due finestre a lunetta ai lati del presbiterio. 
Al secondo Ottocento risalgono i due altari gemelli in stile neoclassico. Il primo a sinistra è dedicato a San Gaetano Thiene ed ha una pala d’imitazione cinquecentesca firmata “T. Pasquotti 1890-91” con il santo vicentino in preghiera di fronte alla Vergine Maria con il Bambino. Il primo a destra presenta anch’esso una pala ispirata al XVI secolo firmata dal veronese Carlo Storari e datata 1852 raffigurante la Vergine Maria tra i Santi Carlo Borromeo e Luigi Gonzaga.
Tra la prima e la seconda cappella laterale sul lato sinistro è collocato il pulpito ligneo.
Gli altari collocati nelle seconde cappelle laterali verso il presbiterio sono quelli provenienti dalla chiesa precedente: a sinistra quello della Madonna del Santo Rosario con statua della Vergine con il Bambino Gesù; a destra quello di Santa Elisabetta, dedicato nel 1881 a San Giuseppe, patrono della Chiesa.
Il soffitto fu rifatto, come la facciata, tra il 1913 e il 1914 sotto la direzione del capomastro Domenico Patuzzi di Monteforte e presenta al centro la tela San Brizio in gloria del vicentino professor Nicola Sterchele.
In controfacciata, sopra la bussola dell’ingresso principale vi è una tela raffigurante la Crocifissione con la Vergine Maria e San Giovanni.
Nel presbiterio è collocato il fonte battesimale in marmo rosso di Verona, mentre elevato di un gradino vi è l’altare maggiore postconciliare, anch’esso in marmo rosso, con scolpita la Cena in Emmaus sulla fronte, collocato durante l’adeguamento liturgico compiuto nel 1988.

Dietro è presente l’altare maggiore preconciliare in marmi policromi, proveniente dalla vecchia chiesa, sovrastato da una cupola, affrescata assieme ai pennacchi con i Quattro Evangelisti, dal pittore veronese Guido Trentini nel 1914.
Ai lati del presbiterio, nel 1934, furono erette due cappelle su progetto dell’ingegnere don Federico Miotti. In esse sono collocate le tele dell’Ultima Cena e di Sant’Eurosia, commissionate entrambe nel 1763 dal parroco don Donato Frigo ad un pittore vicentino rimasto anonimo.

La decorazione delle cappelle, come del coro, eseguita nel 1937, è opera del professore Armando Tegon in collaborazione con il pittore Giuseppe Lanfranchi.
Nell’abside, su una cantoria, trova posto l’organo, riparato agli inizi del XX secolo dall’organaro Beniamino Zarantonello di Cornedo Vicentino.

La tela Consummatum est risale al 1935 ed è opera eseguita e donata da Maria Cappelletti Dilani.
L’oratorio adiacente alla chiesa risale al 1936 ed è dedicato a Maria Addolorata .

## Campanile e campane

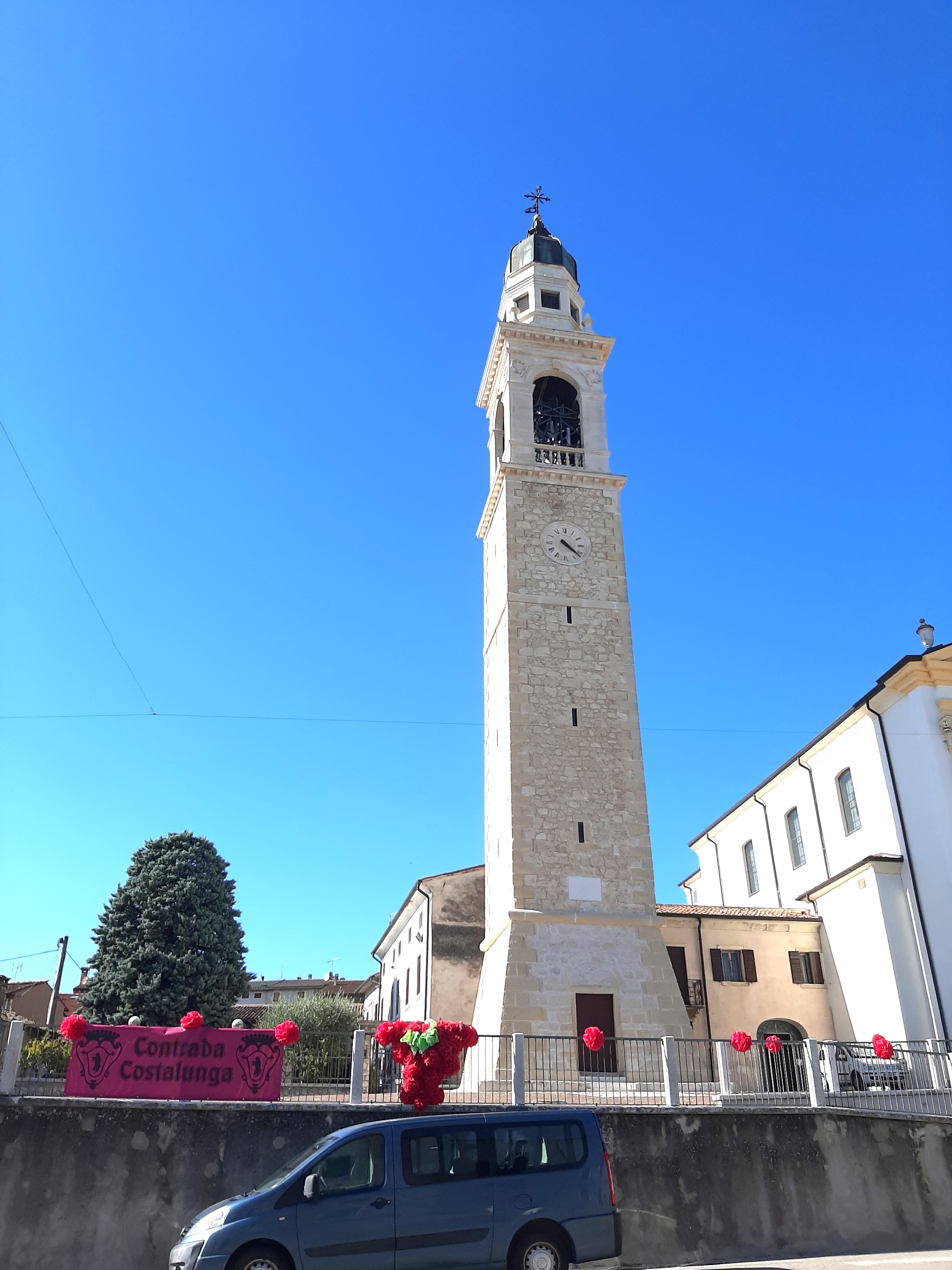
Il campanile.

Demolita la vecchia chiesa, inizialmente il campanile esistente fu mantenuto.
Tra il 1868 ed il 1870 venne costruito l’attuale torre campanaria con basamento rinforzato, canna a pianta quadrata, cella campanaria con una monofora per lato con arco a tutto sesto e balaustra, il tutto coronato da un tamburo ottagonale con aperture quadrate chiuso da un cupolino su cui svetta la Croce con banderuola segnavento.
Il concerto campanario oggi collocato nella torre risulta composto da 6 campane in REb3 montate alla veronese e suonabili a doppio sistema (manualmente e automaticamente).

Questi i dati del concerto:
1 – REb3 - diametro 1270 mm - peso 1140 kg - Fusa nel 1905 da Cavadini di Verona
2 – MIb3 - diametro 1132 mm - peso 775 kg – Fusa nel 1905 da Cavadini di Verona
3 – FA3 – diametro 1011 mm - peso 552 kg - Fusa nel 1905 da Cavadini di Verona
4 – SOLb3 – diametro 947 mm - peso 461 kg - Fusa nel 1905 da Cavadini di Verona
5 – LAb3 – diametro 839 mm - peso 319 kg - Fusa nel 1905 da Cavadini di Verona
6 – SIb3 – diametro 750 mm - peso 250 kg - Fusa nel 1988 da Colbachini di Cervarese Santa Croce (PD) .
Sul vecchio campanile nel 1829 vi erano tre campane. Nel 1852 la fonderia Cavadini fuse cinque campane in FA3, concerto immediatamente precedente ai cinque bronzi attuali della stessa fonderia